# 2MASS 0034+0523
2MASS 0034+0523 (officieel 2MASS J00345157+0523050)
is een bruine dwerg met een spectraalklasse van T6,5. De ster bevindt zich 30,94 lichtjaar van de zon.